# Алексеевка (Лидинский сельский округ)
Алексеевка — деревня в Тёпло-Огарёвском районе Тульской области России.
В рамках административно-территориального устройства входит в  Лидинский сельский округ Тёпло-Огарёвского района, в рамках организации местного самоуправления включается в Нарышкинское сельское поселение.
Деревню также называют Алексей-Телятинка. 

## География
Расположена на левом берегу реки Упёрта.

## История
Деревня Алексеевка упоминается на картах 1867 года в составе Колычевского прихода Хилковской волости Крапивенского уезда.
В советское время деревня являлась центром колхоза «Красный Октябрь».

## Население
| 2002 | 2010 |
| ---- | ---- |
| 124  | ↘87  |